# Józefów (powiat pleszewski)
Józefów (dawniej: Holendry Józefowskie) – wieś w Polsce położona w województwie wielkopolskim, w powiecie pleszewskim, w gminie Chocz.
W 1919 znajdowała się tu niemiecka szkoła ludowa.
W latach 1975–1998 miejscowość należała administracyjnie do województwa kaliskiego.
We wsi znajduje się cmentarz ewangelicki z resztkami nagrobków.